# Барьерное ограждение
Барье́рное огражде́ние (син.: криволинейный брус, отбойник) — конструктивный элемент автомобильной дороги, предназначенный для:
1. предотвращения съезда транспортного средства с обочины или мостового сооружения;
2. недопущения выезда автомобиля на встречную полосу движения;
3. воспрепятствования несанкционированному выходу пешеходов на дорогу и её переходу в неположенном месте;
4. ограждения дороги от бездомных собак, кошек, диких зверей;
5. уменьшения ослепления фарами водителей встречных транспортных средств.

При этом барьерные ограждения должны быть приспособлены для уборки снега с дороги в зимний период.
По жёсткости ограждения разделяют на жёсткие и эластичные: железобетонные, металлические и пластиковые (заполненные водой, песком или иным сыпучим материалом), соответственно.

## Металлические ограждения барьерного типа
Такие ограждения изготавливаются согласно ГОСТ 26804-86 «Ограждения дорожные металлические барьерного типа» и техническим условиям (ТУ) предприятий, соответствующим нормам безопасности дорожного движения (ГОСТ 26804-86, ГОСТ Р 52289-2004, ГОСТ 52607-2006).
Единица измерения: удерживающая способность (У1-У10) или килоджоули (135—600 кДж).
По назначению металлические ограждения подразделяют на группы:
- 11 ДО — дорожное одностороннее;
- 11 ДД — дорожное двустороннее;
- 11 МО — мостовое одностороннее;
- 11 МД — мостовое двустороннее.

Ограждения по 11 ДО и 11 ДД состоят из следующих участков:
- 11 ДО-Н (К), 11 ДД-Н(К) — начальные (конечные) участки;
- 11 ДО-S, 11 ДД-S — рабочие участки с шагом стоек S м.

Ограждения группы 11 МО и 11 МД состоят из рабочих участков 11 МО-S и 11 МД-S. Роль начальных (конечных) участков играет дорожное ограждение — подходы к мостам, которые обозначаются 11 ДО-МО, 11 ДД-МД.
Элементы ограждений:
- СБ — секция балки;
- СД — стойка дорожная;
- СМ — стойка мостовая;
- СМЦ — стойка мостовая на цоколе;
- КЖ — консоль жёсткая;
- КР — консоль-распорка;
- КА — консоль-амортизатор;
- СДД — связь диагональная дорожная;
- С — скоба;
- ЭК — элемент концевой;
- ЭС — элемент световозвращающий.
- ПЭ — переходной элемент

## Тросовые барьеры
В некоторых странах, в частности, в США, странах Скандинавии, Белоруссии и России в качестве центральных разделительных ограждений применяются тросовые барьеры, состоящие из 2—4 стальных тросов, устанавливаемых на слабо закреплённых стойках. Тросы имеют значительное натяжение и предотвращают попадание транспортных средств на встречную полосу, при этом причиняя меньше повреждений транспортному средству по сравнению с бетонными и профилированными металлическими ограждениями.